# Chimnechilda
Chimnechilda – żona króla frankijskiego Sigeberta III.
Urodziła się ok. 630. Po 646 wyszła za Sigeberta III. Za panowania Childeryka II posiadała znaczne wpływy w Austrazji. Po śmierci Childeberta Adoptowanego związała się z Batyldą i Neustryjczykami. Jej dokładna data śmierci nie jest znana, lecz miało to miejsce po 675.
Miała jedną córkę: Bilichildę. Według części źródeł jej synem był Dagobert II, lecz jest to podawane w wątpliwość.